# Jaume Garrosset Gorgas
Jaume Garrosset Gorgas (Tarragona, 13 d'abril de 1960) és un alpinista, corredor i ultramaratonià català.
Com a soci del Centre Excursionista Tarragona i membre del Grup Alpí d'aquesta entitat, del qual fou l'impulsor, ha realitzat nombroses ascensions als Pirineus i als Alps, i ha format part de diverses expedicions a l'Himàlaia, entre les quals destaquen les realitzades al mont Nun (1985), a l'Annapurna el 1987, al Cho Oyu i al Shisha Pangma Central, el 1993, i dues vegades a l'Everest els anys 1997 i 2000. Després de compaginar l'alpinisme amb les curses de muntanya, l'any 2006 s'inicià en les curses de molt llarga distància per muntanya amb l'Ultra-Trail du Mont-Blanc de 155 quilòmetres. Posteriorment ha completat nou ultracurses entre les quals destaquen una de les que té la distància és llarga, com la Goretex Transalpine Run, de 300 quilòmetres en vuit etapes, el 2008, o la Transgrancanària, de 92 quilòmetres, el 2010, o la Tor des Géants della Valle d'Aosta, de 330 quilòmetres, el 2011. També és soci del Club Natació Tarraco, i un dels promotors i líder del grup de corredors Trote Extrem.